# 2. Basketball-Bundesliga 1983/84
Die Saison 1983/1984 war die neunte Saison der 2. Basketball-Bundesliga in Deutschland.

## Modus
Es wurde in zwei Gruppen Nord und Süd mit je zehn Mannschaften gespielt. Nach einer Einfachrunde spielten die ersten vier Mannschaften einer Staffel eine zweigleisige Aufstiegsrunde aus, deren Sieger in die Basketball-Bundesliga aufstieg. Die restlichen Mannschaften spielen eine Abstiegsrunde in ihrer Staffel aus. Aus der Nordstaffel stiegen aufgrund der zugeordneten Regionalligen regulär zwei Mannschaften und aus der Südstaffel drei Mannschaften ab. Sowohl in die Aufstiegs- als auch Abstiegsrunde wurden alle Punkte der Hauptrunde mitgenommen.

## Teilnehmende Mannschaften

### Gruppe Nord
- FC Schalke 04

Absteiger aus der Basketball-Bundesliga
- BG Hagen

Spielgemeinschaft aus DEK und Fichte Hagen
- BG 74 Göttingen
- TSV Hagen 1860
- Oldenburger TB
- OSC Bremerhaven
- Düsseldorfer BG

Spielgemeinschaft aus TV Grafenberg und ART Düsseldorf
- Aplerbecker SC 09

Aufsteiger aus den Regionalligen Nord und West
- BC Johanneum Hamburg
- TuS Opladen

### Gruppe Süd
- 1. FC Bamberg

Absteiger aus der Basketball-Bundesliga
- TV Langen
- SpVgg 07 Ludwigsburg
- VfL TB Bamberg
- TuS Aschaffenburg-Damm

Die Mannschaft wurde vor Saisonbeginn zurückgezogen. Die SG BC/USC München rückte aus der Regionalliga Süd nach.
- Post-SG Mannheim
- FC Bayern München

Aufsteiger aus den Regionalligen Mitte, Südwest und Süd
- TSV Ansbach
- SV 03 Tübingen
- BBF Dillingen
- SG BC/USC München

Nachrücker für die TuS Aschaffenburg-Damm
Spielgemeinschaft aus BC München und USC München

## Saisonverlauf

### Abschlusstabellen Hauptrunde
Nord
| Platz | Team                     | Gesamt    | Gesamt |
| ----- | ------------------------ | --------- | ------ |
| 1.    | FC Schalke 04 (A)        | 1607:1428 | 30:6   |
| 2.    | Düsseldorfer BG          | 1477:1357 | 28:8   |
| 3.    | Oldenburger TB           | 1483:1370 | 22:14  |
| 4.    | OSC Bremerhaven          | 1402:1337 | 20:16  |
| 5.    | TSV Hagen 1860           | 1288:1241 | 18:18  |
| 6.    | BG 74 Göttingen          | 1294:1270 | 18:18  |
| 7.    | BC Johanneum Hamburg (N) | 1462:1524 | 16:20  |
| 8.    | TuS Opladen (N)          | 1264:1432 | 12:24  |
| 9.    | BG Hagen                 | 1414:1526 | 10:26  |
| 10.   | Aplerbecker SC 09        | 1394:1600 | 6:30   |

Süd
| Platz | Team                  | Gesamt    | Gesamt |
| ----- | --------------------- | --------- | ------ |
| 1.    | 1. FC Bamberg (A)     | 1728:1381 | 36:0   |
| 2.    | FC Bayern München     | 1564:1399 | 26:10  |
| 3.    | VfL TB Bamberg        | 1428:1344 | 24:12  |
| 4.    | SpVgg 07 Ludwigsburg  | 1420:1370 | 22:14  |
| 5.    | TV Langen             | 1564:1440 | 20:16  |
| 6.    | SV 03 Tübingen (N)    | 1389:1438 | 16:20  |
| 7.    | SG BC/USC München (N) | 1389:1511 | 16:20  |
| 8.    | Post-SG Mannheim      | 1334:1495 | 10:26  |
| 9.    | TSV Ansbach (N)       | 1309:1520 | 6:30   |
| 10.   | BBF Dillingen (N)     | 1506:1733 | 4:32   |

### Aufstiegsrunden
Nord
| Platz | Team              | Gesamt*   | Gesamt* |
| ----- | ----------------- | --------- | ------- |
| 1.    | Düsseldorfer BG   | 1957:1783 | 38:10   |
| 2.    | FC Schalke 04 (A) | 2094:1885 | 38:10   |
| 3.    | Oldenburger TB    | 1904:1829 | 26:22   |
| 4.    | OSC Bremerhaven   | 1798:1779 | 22:26   |

Süd
| Platz | Team                 | Gesamt*   | Gesamt* |
| ----- | -------------------- | --------- | ------- |
| 1.    | 1. FC Bamberg (A)    | 2254:1883 | 44:4    |
| 2.    | FC Bayern München    | 2063:1914 | 32:16   |
| 3.    | VfL TB Bamberg       | 1940:1871 | 28:20   |
| 4.    | SpVgg 07 Ludwigsburg | 1927:1863 | 28:20   |

 * Es wurden alle Ergebnissen der Hauptrunde in die Aufstiegsrunde mitgenommen.

### Abstiegsrunden
Nord
| Platz | Team                     | Gesamt *  | Gesamt * |
| ----- | ------------------------ | --------- | -------- |
| 1.    | TSV Hagen 1860           | 2076:1936 | 34:22    |
| 2.    | BG 74 Göttingen          | 2149:2076 | 28:28    |
| 3.    | TuS Opladen (N)          | 2082:2185 | 28:28    |
| 4.    | BC Johanneum Hamburg (N) | 2223:2312 | 26:30    |
| 5.    | BG Hagen                 | 2260:2409 | 18:38    |
| 6.    | Aplerbecker SC 09        | 2242:2591 | 6:50     |

Süd
| Platz | Team                  | Gesamt *  | Gesamt * |
| ----- | --------------------- | --------- | -------- |
| 1.    | TV Langen             | 2495:2261 | 36:20    |
| 2.    | SV 03 Tübingen (N)    | 2143:2168 | 26:30    |
| 3.    | SG BC/USC München (N) | 2141:2280 | 24:32    |
| 4.    | Post-SG Mannheim      | 2151:2280 | 24:32    |
| 5.    | TSV Ansbach (N)       | 2093:2311 | 16:40    |
| 6.    | BBF Dillingen (N)     | 2278:2657 | 6:50     |

 * Es wurden alle Ergebnissen der Hauptrunde in die Abstiegsrunde mitgenommen.